# Trading with the Enemy Act
Trading with the Enemy Act ist ein am 6. Oktober 1917 zur Zeit von Präsident Woodrow Wilson verabschiedetes US-Bundesgesetz, das es US-Bürgern verbietet, Geschäfte mit Unternehmen zu machen, falls diese im Besitz von Bürgern eines fremden Staates sind, der zu den politischen Feinden der Vereinigten Staaten gehört.

## Beispiele
Im Ersten Weltkrieg verlor der Chemiekonzern Bayer AG sein US-Patent für ASS aufgrund dieses Gesetzes.
Im Zweiten Weltkrieg war es durch den Trading with the Enemy Act verboten, mit Bürgern der Achsenmächte Handel zu treiben. So wurden im Jahr 1942 Anteile, die Prescott Bush, der Großvater des ehemaligen US-Präsidenten George W. Bush, an der Union Banking Corporation hielt, enteignet und entschädigt, da die Bank gegen den Trading with the Enemy Act verstoßen hatte.
Derzeit gilt das Handelsverbot nur für Kuba. Die Handelssanktionen gegen Nordkorea wurden im August 2008 aufgehoben.